# Július Pataky

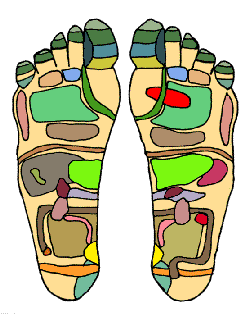
Příklad reflexní tabulky chodidel, kam se „promítají“ orgány v odpovídajících „zónách“ těla

Július Pataky (* 26. července 1955, Spišské Podhradí – únor 2025, Praha[zdroj⁠?!]) pocházel ze Slovenska a byl původně důlní inženýr. Po sametové revoluci změnil obor a začal se spolu se svojí manželkou Beátou Patakyovou věnovat alternativní medicíně s důrazem na obor reflexní terapie.

## Život
Július Pataky se narodil v úterý dne 26. července 1955 v 10.30 na Slovensku ve Spišském Podhradí. Po skončení střední geologické školy ve Spišské Nové Vsi pokračoval ve vysokoškolském studiu v Košicích na Vysoké škole technické, kde vystudoval obor Důlní měřičství a získal titul Ing. (důlní inženýr). Po dobu devíti let pracoval jako technik v uhelném dole v Handlové. Na Federálním ministerstvu paliv a energetiky pracoval Ing. Július Pataky od roku 1987 až do května roku 1991.
Patakyho otec ovládal hledání podzemních geologických anomálií metodou proutkaření a Július Pataky se začal po sametové revoluci profesionálně věnovat alternativní medicíně. Na podzim 1991 se Pataky setkal s českým léčitelem a bylinkářem Ing. Jiřím Jančou – průkopníkem s propagátorem alternativní medicíny v Československu po sametové revoluci a absolvoval u něj (spolu se svojí manželkou Beátou Patakyovou) několik kurzů reflexní terapie. Na zájem veřejnosti o reflexní terapii reagoval Július Pataky od roku 1994 tím, že začal svoje praktické zkušenosti a teoretické poznatky přednášet na kurzech. Jako žák Jiřího Janči (v rámci Jančových komplexních léčebných přístupů) vypracoval v roce 1999 (spolu s manželkou) program a náplň Školy reflexní terapie (ŠRT), kterou absolvovala řada studentů – dalších reflexních terapeutů. Zpočátku trvalo studium ve ŠRT čtyři víkendy, ale později bylo „zhutněno“ do tří sobot s měsíčním odstupem. Od roku 1999 zahájila Beáta Patakyová organizaci a vedení instruktážních kurzů pro malý počet účastníků. Tyto kurzy navazují na ŠRT a jsou zaměřeny na praktickou aplikaci reflexní terapie. Manželé Patakyovi pracují jako kolegové, ale každý z nich má svoji samostatnou ordinaci reflexní terapie. Prostřednictvím internetu či telefonu poskytují rady frekventantům svých kurzů a pravidelně publikují tematické články v časopisech, které se věnují problematice alternativní medicíny (například v měsíčníku Regenerace).Svou činnost ukončili v únoru 2025.
Manželé Patakyovi mají dvě děti: syna Martina (* 1977) a syna Júliuse (* 1986).

## Publikační činnost
- PATAKY, Július. Učebnice reflexní terapie: skutečný návrat k přírodě je možný pouze skrze bosá chodidla: kniha o technologii reflexní terapie a jiných metodách při léčbě a samopomoci. Olomouc: Dobra & Fontána, 1998. 270 stran; ISBN 80-86179-18-4.[6][1][7]
- PATAKYOVÁ, Beáta a PATAKY, Július. Reflexní diagnostika a katalog reflexních ploch. Praha: nakladatelství Eminent, 2002; 135 stran; ISBN 80-7281-114-2.[8][9][7]
- PATAKYOVÁ, Beáta (a PATAKY, Július). Reflexní terapie: (diagnostika, praktické postupy, speciální metody) (videozáznam). Praha: nakladatelství Eminent, 2005. 1 DVD (95 min).[10][7]
- PATAKYOVÁ, Beáta a PATAKY, Július. Reflexní terapie (videozáznam). Bratislava: nakladatelství Eminent, 2005. 1 DVD-video (94 min.)[11][7]
- PATAKYOVÁ, Beáta a PATAKY, Július. Reflexní terapie jako životní styl. Praha: nakladatelství Eminent, 2007. 174 stran; ISBN 978-80-7281-299-8.[12][7]
- PATAKYOVÁ, Beáta a PATAKY, Július. Reflexní terapie a nečekaná odhalení. Praha: nakladatelství Eminent, 2013. 136 stran; ISBN|978-80-7281-465-7.[13]